# Elota
Elota è un comune dello stato di Sinaloa, in Messico, il cui capoluogo è la località di La Cruz de Elota.